# E72
La ruta europea E72 és una carretera que forma part de la Xarxa de carreteres europees. Comença a Bordeus (França) i finalitza a Tolosa de Llenguadoc (França). Té una longitud de 242 km. Té una orientació d'est a oest.